# Fiona Caldicott
Pour les articles homonymes, voir Caldicott.
Dame Fiona Caldicott (12 janvier 1941 - 15 février 2021) est une psychiatre britannique. Elle est principale du Somerville College d'Oxford de 1996 à 2010. Elle est la première présidente du Royal College of Psychiatrists (en), de 1993 à 1996, et National Data Guardian for Health and Social Care de 2014 à sa mort en 2021.

## Biographie
Fiona Caldicott naît à Troon, fille de l'avocat Joseph Maurice Soesan et d'Elizabeth Jane ''née'' Ransley, fonctionnaire. Caldicott fait ses études secondaires à la City of London School for Girls, puis étudie la médecine au St Hilda's College d'Oxford, où elle obtient le BM BCh en 1966,,. Elle se spécialise en psychiatrie et travaille au County Mental Hospital de Warwick et au Walsgrave Hospital, à Coventry. En 1965, elle épousa Robert Gordon Woodruff Caldicott, négociant de vin, le couple a deux enfants,.
Elle succède à Catherine Hughes comme principale du Somerville College, d'Oxford, de 1996 à 2010, et elle est vice-chancelière adjointe de l'université d'Oxford. Elle est présidente du Oxford University Hospitals NHS Trust de 2009 à 2019,. Elle est présidente de la British Association for Counselling and Psychotherapy, et doyenne (1990-1993) puis présidente (1993-1996) du Royal College of Psychiatrists. Caldicott était membre du Royal College of Psychiatrists, membre du Royal College of Physicians, membre du Royal College of Physicians of Ireland et membre du Royal College of General Practitioners. Elle devient membre de l'Academy of Medical Sciences (en) en 1998.
Elle prend sa retraite de Somerville College en 2010, et elle est remplacée par Alice Prochaska. De 2011 à 2013, elle est présidente du National Information Governance Board for Health and Social Care, présidente de l'Academy of Medical Royal Colleges de 1995 à 1996.
Fiona Caldicott est la première National Data Guardian for Health and Social Care en novembre 2014. En avril 2019, elle a été nommée première titulaire d'un poste statutaire par le secrétaire d'État à la santé et à la protection sociale, poste qu'elle occupe jusqu'à sa mort en février 2021.
Elle meurt à Warwick le 15 février 2021, à l'âge de 80 ans,,.

## Honneurs et distinctions
- Fellow honoraire du Somerville College, Oxford[9]
- Fellow honoraire du St. Hilda's College, Oxford, 1996[14]
- Dame commandeure de l'ordre de l'Empire britannique (DBE), 15 juin 1996[15]
- Lifetime Achievement Award du Royal College of Psychiatrists, novembre 2018[16],[17],[18]